# Большие Изори (Тверская область)
Большие Изори — деревня в Торопецком районе Тверской области. Входит в состав Плоскошского сельского поселения.
Расположена примерно в 8 верстах к югу от посёлка Плоскошь.
Население на 2008 год — 2 человека.